# Bumpei Sato
 Bumpei Sato  (nacido el 16 de agosto de 1985) es un tenista profesional japonés, nacido en la ciudad de Tamagato.

## Carrera
Su mejor ranking individual es el N.º 677 alcanzado el 11 de noviembre de 2013, mientras que en dobles logró la posición 335 el 25 de julio de 2011.
No ha logrado hasta el momento títulos de la categoría ATP ni de la ATP Challenger Tour, aunque sí ha obtenido varios títulos Futures tanto en individuales como en dobles.